# Старопланинско ехо (хор)
Хор „Старопланинско ехо“ към Туристическо дружество „Узана“ и Народно читалище „Габрово“ с диригент композиторката Стефка Карапенева.
Хорът е участвал в много концерти и конкурси за самодейни състави в България и в чужбина. В репертоара му са включени туристически, планинарски, патриотични, в стил стари градски песни. Носител на много награди:
- Почетна статуетка от 21-вия Национален песенен празник „Песните на България“ в Тетевен с организатори Българският туристически съюз и Сдружението на туристическите хорове. Габровският хор се представя с 5 песни от сборника „Слънчеви пътеки“, чиито автор е диригентът Стефка Карапенева. В песенния празник взели участие 45 състава от цялата страна (м. 06.2009).
- Участие във фестивала „Оттук започва България“ в Шумен. Шуменският хор представя авторска песен на Стефка Карапенева. През 2010 г. тя е написала друга песен за шуменския хор – „Мадарският конник“ по текст на Елена Димитрова.
- Участие в 22-рото издание на Националния песенен празник „С песните на България“ от 3 юли 2010 г. на язовир „Копринка“. Хорът се явява на песенния празник за 22 път. В него вземат участие 40 туристически хора от цялата страна. Инициативата няма конкурсен характер, затова всички състави са получили грамоти за участието си.
- По случай 109 години от основаването на Туристическо дружество „Трапезица – 1902“ – Велико Търново, Стефка Карапенева – диригент и на хоровете „Ружица“ и „Надежда“ от Габрово, е отличена с плакет „Златна лира“ и Грамота за цялостно музикално творчество. Определена е за „явление“ в хоровото изкуство:
- Създател на 203 песни, изпълнявани от състави в цялата страна по радиото и телевизията;
- Автор на сборниците „Моите песни“, „Храм в планината“, „Слънчеви следи“, „Слънчеви пътеки“.